# Джон Арбетнот Фішер
Джон Арбетнот Фішер, 1-й барон Фішер (англ. John Fisher, 1st Baron Fisher; нар. 25 січня 1841, Рамбода — пом. 10 липня 1920, Лондон) — британський воєначальник, адмірал флоту (1905) Королівського військово-морського флоту Великої Британії. Учасник Кримської, Другої опіумної, Англо-єгипетської та Першої світової війн. Один із найвідоміших офіцерів в історії Королівського флоту. Понад шістдесят років він активно служив на флоті, почавши свою кар'єру під час Кримської війни і закінчивши її під час Першої світової війни. З порівняно бідного походження він знаходив друзів у потрібних місцях і прокладав собі шлях по кар'єрних сходах. Доклав багато зусиль на реформування військово-морської служби Британської імперії, був ініціатором та «локомотивом» ери модернізації флоту, яка ознаменувалася заміною дерев'яних вітрильних кораблів, озброєних дульнозарядними гарматами, лінійними крейсерами зі сталевим корпусом, підводними човнами та першими авіаносцями.
Фішер мав репутацію новатора, стратега та розробника військово-морського флоту, а не флотоводця, який брав участь у великих битвах, хоча за свою кар'єру він пережив усі ці речі. Коли його призначили Першим морським лордом у 1904 році, він списав 150 кораблів, які перебували на активній службі, які не були більше корисними, і почав будувати їм на заміну сучасні капітальні кораблі, створюючи найпотужніший флот, готовий зустріти Німеччину у Першій світовій війні.
Фішер вважав за необхідне покращити дальність, точність і швидкострільність морської артилерії, і став першим прихильником використання торпед, які, на його думку, замінять великі гармати для використання проти кораблів. Будучи Контролером флоту, він представив есмінці як клас кораблів, призначених для захисту від нападу міноносців або підводних човнів. Як Перший морський лорд він керував будівництвом «Дредноута», першого лінкора, вся корабельна артилерія якого була єдиного великого калібру (all-big-gun), але він також вірив, що підводні човни ставатимуть все більш важливими, і закликав їх розвивати. Він став займатися впровадженням турбінних двигунів замість поршневих і впровадженням рідкого палива на основі нафти замість вугілля. Він запровадив щоденну випічку хліба на борту кораблів, тоді як, коли він розпочав службу на флоті, було прийнято їсти тверде печиво, яке часто було заражене печивними жуками.
Вперше він офіційно пішов у відставку з Адміралтейства в 1910 році на свій 69-й день народження, але знову став Першим морським лордом у жовтні 1914 року. Через сім місяців він пішов у відставку через розчарування Галліполійською кампанією Черчилля, а потім обіймав посаду голови Урядової ради з винаходів і досліджень до закінчення війни.

## Біографія
Військова кар'єра
- 13 липня 1854 — кадет ВМС
- 12 липня 1856 — мічман
- 25 січня 1860 — лейтенант
- 2 серпня 1869 — командер
- 30 жовтня 1874 — кептен
- 2 серпня 1890 — контрадмірал
- 8 травня 1896 — віцеадмірал
- 1 липня 1899 — адмірал
- 4 грудня 1905 — адмірал флоту

Джон Арбетнот Фішер народився 25 січня 1841 року в маєтку Вавендон у Рамбоді на Британському Цейлоні. Він був найстаршим з одинадцяти дітей, з яких лише семеро пережили дитинство, народжених Софією Фішер та капітаном Вільямом Фішером, офіцером британської армії у 78-му гірському полку.
13 липня 1854 року у віці 13 років Джон Фішер офіційно вступив до лав Королівського флоту на борту колишнього флагмана Нельсона «Вікторі» в Портсмуті. 29 липня він перейшов на старий лінійний корабель «Калькутта». Його екіпаж складався з 700 осіб, а дисципліна суворо дотримувалася «запеклим капітаном Робертом Стопфордом». Фішер знепритомнів, коли став свідком того, як вісім чоловіків били батогами в його перший день перебування на службі.
«Калькутта» брала участь у блокаді російських портів у Фінській затоці під час Кримської війни, що дало Фішеру право на Балтійську медаль, перш ніж повернутися до Британії через кілька місяців походу.
2 березня 1856 року Фішер отримав призначення на корабель «Агамемнон» і був відправлений до Константинополя, щоб приєднатися до команди. Він прибув 19 травня, якраз коли закінчувалася Кримська війна.

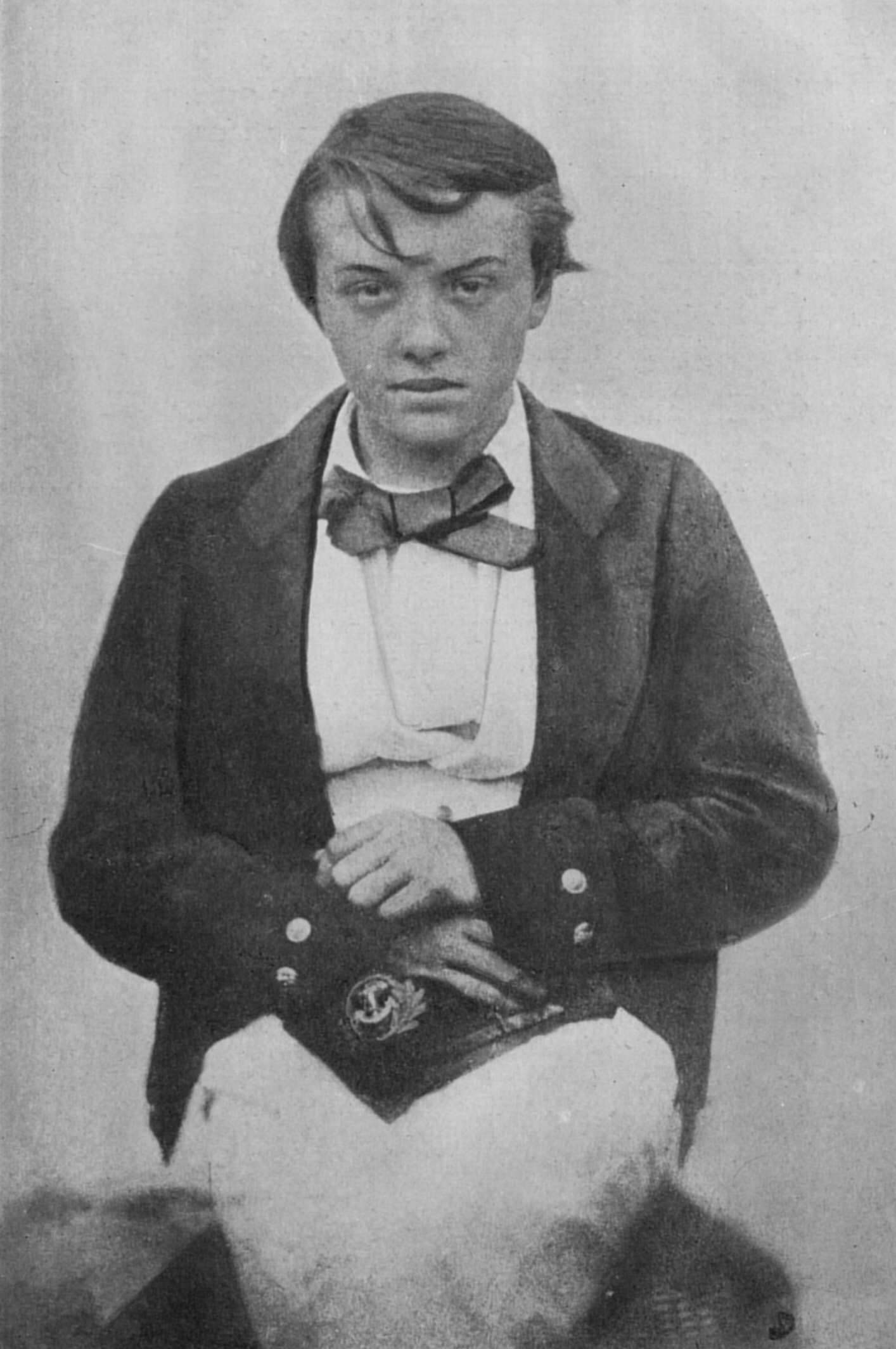
Джон Фішер у ранзі мічмана. 1856—1860

12 липня 1856 року йому присвоїли звання мічмана і Фішер приєднався до 21-гарматного парового корвету, «Хайфлаєр», що служив на Китайській станції. Наступні п'ять років він служив у китайських водах, брав участь у Другій опіумній війні 1856—1860 років.
Фішер склав іспит на морську майстерність для отримання звання лейтенанта і 25 січня 1860 року отримав посаду помічника капітана на свій дев'ятнадцятий день народження. Через три місяці його перевели з парового фрегата «Чесапік» на гвинтовий корвет «Перл» у званні лейтенанта.
12 червня 1860 року він був переведений на гребний шлюп «Ф'юріос», на якому брав участь у боях за фортеці Дагу та за Кантон. У березні 1861 року «Ф'юріос» вийшов з Гонконга і 30 серпня прибув у Портсмут.
Наприкінці листопада 1861 року Фішер склав останній іспит на звання лейтенанта з навігації в Королівському військово-морському коледжі в Портсмуті, здавши його на відмінно. Він уже отримав найвищі оцінки з морської майстерності та стрільби, здобувши найвищого результату, досягнутого за нещодавно запровадженою п'ятирічної схемою, з 963 балами з 1000 з навігації. За це він був нагороджений свідоцтвом Бофорта, щорічною премією.
З січня 1862 по березень 1863 року Фішер проходив службу в артилерійській школі військово-морського флоту на трипалубному кораблі «Екселент» у гавані Портсмута.

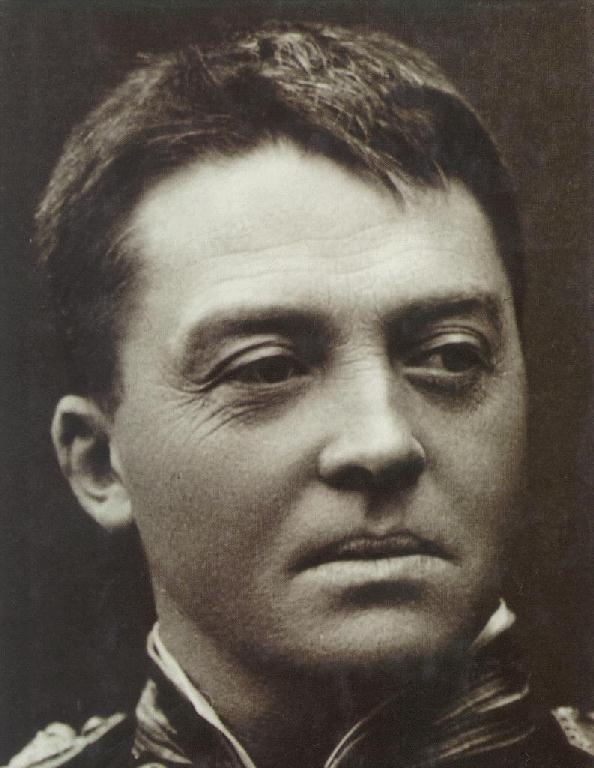
Джон Фішер у ранзі кептена. 1883

У березні 1863 року Фішер був призначений лейтенантом корабельної артилерії на «Ворріор», перший повністю залізний броньований лінкор і найпотужніший корабель у флоті. Побудований у 1859 році, він ознаменував початок кінця епохи вітрил і, за збігом обставин, був озброєний як гарматами Армстронга (заряджання з казенної частини), так і гарматами Вітворта (заряджання з дульної частини).
Фішер повернувся до «Екселент» у 1864 році як інструктор з артилерійської стрільби, де він залишався до 1869 року. Ближче до кінця своєї посади він зацікавився торпедами, які були винайдені в 1860-х роках, і відстоював їх застосування як відносно просту зброю, здатну потопити лінкор. Його досвід роботи з торпедами призвів до того, що його запросили до Німеччини в червні 1869 року на церемонію відкриття нової військово-морської бази у Вільгельмсгафені, де він зустрівся з королем Пруссії Вільгельмом I (незабаром став імператором Німеччини), Бісмарком і Мольтке. Можливо, натхненний візитом, він почав готувати статтю про дизайн, будівництво та управління електричними торпедами, передовою технологією того часу.
2 серпня 1869 року Фішер отримав звання командора. 8 листопада він був призначений другим командиром «Донегаль». У травні 1870 року Фішер перейшов на «Оушн», флагман британського флоту на Китайській станції, заступником командира. Він організував та увів в експлуатацію електричної системи стрільби, щоб всі гармати могли вести вогонь одночасно, зробивши «Оушн» першим кораблем, який був озброєний у такий спосіб.
У 1872 році Фішер повернувся до Англії до артилерійської школи «Екселент», цього разу на посаду керівника школи торпедної та мінної підготовки, під час якого він відокремив торпедну підготовку від загальної морської школи «Екселент», утворивши для цього окрему установу під назвою «Вернон». До його обов'язків входило читання лекцій і ведення переговорів про закупівлю першої морської торпеди «Вайтхед». 30 жовтня 1874 року у віці тридцяти трьох років він отримав звання капітана, ставши першим начальником «Вернона».
З 2 березня 1877 по 4 червня 1878 року Фішер командував «Беллерофонт» на Північноамериканській та Західно-Індійській станції. Мічман (пізніше адмірал) Гордон Мур згадував, що «Фішер був дуже вимогливим керівником, і я часом мав довгі й важкі обов'язки, чимало годин сидів на телеграфі машинного відділення в холодному тумані тощо, і найменша неуважність каралася. Я вважаю, що це був його спосіб переконати нас у важливості завдань, тому що він завжди винагороджував нас якимось чином, коли закінчувалася надважка робота».
З 7 червня по 21 серпня 1878 року Фішер був капітаном корабля «Геркулес». З 22 серпня по 12 вересня він перейшов капітаном корабля на «Валорос». У цей час Фішер вперше став прихильником нового компаса, розробленого сером Вільямом Томсоном, який включав поправки на відхилення, спричинені металом у залізних кораблях. З 9 січня по 24 липня 1879 року Фішер командував панцерником «Паллас» у Середземноморському командуванні під керівництвом Джеффрі Фіппса Горнбі.
25 вересня 1879 року він став капітаном панцерного крейсера «Нортгемптон», флагманського корабля сера Леопольда МакКлінтока, який командував Північноамериканською ескадрою. «Нортгемптон» був найсучаснішим кораблем із рядом нововведень, включаючи подвійні гвинти, прожектори та телефони, до того ж озброєний торпедами. Він був оснащений експериментальним компасом, розробленим Томсоном, і винахідник був під рукою для налаштування.
Брат Фішера, Філіп, служив на навчальному кораблі «Аталанта», який зник десь між Вест-Індією та Англією, як вважалося через шторм. «Нортгемптон» був одним із кораблів, відправлених на його пошуки, але безрезультатно. У січні 1881 року Фішер отримав новину про своє призначення на новий броненосний лінкор «Інфлексібл». Фішер вважався достатньо досвідченим, щоб бути призначеним капітаном нещодавно введеного до лав Королівського флоту лінкора «Інфлексібл». «Інфлексібл» мав найбільш потужні корабельні гармати та найтовщу броню з усіх кораблів у ВМС, але все ще мав щогли та вітрила та мав гармати із застарілим методом заряджання через дуло. Його будували сім років, і в нього було втілено багато нововведень, включаючи електричне освітлення та торпедні апарати, але з таким звивистим розташуванням, що екіпаж загубився й не міг операвати цим. Фішеру довелося витратити багато часу, навчаючи своїх підлеглих.
Навесні 1882 року «Інфлексібл» діяв у складі Середземноморського флоту і був призначений для охорони королеви Вікторії під час її візиту до Ментони на Рив'єрі. Це було задумано як нагадування французам про британську морську доблесть, але дозволило Фішеру зустрітися з Вікторією та її онуком, принцом Генріхом Прусським, який пізніше став адміралом німецького флоту.

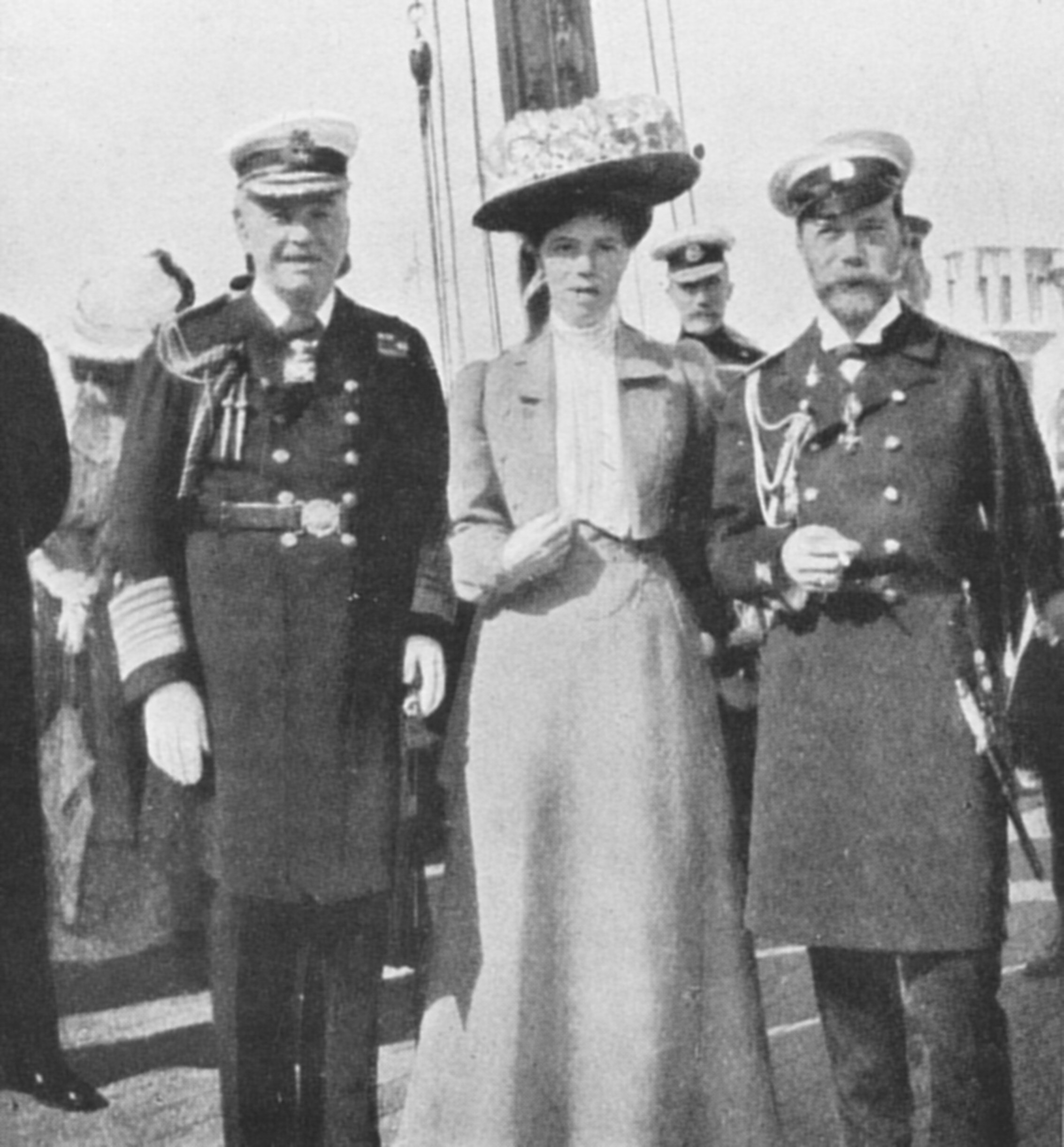
Адмірал Фішер разом з російським імператором Миколою II та Великою княгинею Ольгою

«Інфлексібл» брав участь в англо-єгипетській війні 1882 року, бомбардуючи порт Александрії у складі флоту адмірала Сеймура. Фішер був призначений начальником десанту, який розквартирувався в палаці хедіва. Не маючи засобів розвідки, він розробив план бронювання поїзда залізними пластинами, кулеметом і гарматою. Це було відзначено та широко повідомлено кореспондентами, так що його винахідник, Фішер, уперше потрапив у поле зору публіки як герой. Служба на берегу призвела до нещасного результату: Фішер серйозно захворів на дизентерію та малярію. Він відмовився взяти відпустку через хворобу, але зрештою лорд Нортбрук наказав йому повернутися додому, який прокоментував: «Адміралтейство могло б побудувати ще один „Інфлексібл“, але не іншого Фішера».
За цей час він став близьким другом майбутнього короля Едуарда VII і королеви Олександри.
З січня по квітень 1883 року Фішер перебував на половинному грошовому забезпеченні, одужуючи від хвороби. У квітні 1883 року Фішер достатньо одужав, щоб повернутися до служби, і його призначили командиром «Екселент», яким він командував протягом двох років до червня 1885 року, де він навчав флотських офіцерів, стурбованих поганими наступальними можливостями флоту, включаючи Джона Джелліко та Персі Скотта, і що згодом стали послідовниками ідей Фішера.
Протягом червня-липня 1885 року Фішер нетривалий час очолював «Мінотавр» у Балтиці під командуванням адмірала Горнбі після інциденту в Панджді, який викликав загрозу розв'язання нової війни з Росією.
З листопада 1886 по 1890 рік він був очільником Директорату морського озброєння, відповідальним за розвиток, забезпечення та постачання корабельних видів зброї і боєприпасів. Фішер відповідав за розробку швидкострільної зброї для боротьби зі зростаючою загрозою з боку міноносців і, зокрема, взяв на себе відповідальність за зняття з озброєння дерев'яних абордажних пік з кораблів Королівського флоту. На час перебування в цій важливій посаді Королівський флот не відповідав за виробництво та постачання зброї та боєприпасів для власних потреб, за це відповідало Військове міністерство. Фішер розпочав довгу кампанію, щоб повернути цю відповідальність Адміралтейству, але остаточно не досяг успіху, доки пізніше не став Першим морським лордом. Він був призначений ад'ютантом королеви в 1887 році і підвищений у чині до контрадмірала в серпні 1890 року.
З травня 1891 по лютий 1892 Фішер був адміралом-суперінтендантом верфі в Портсмуті, де займався підвищенням швидкості та ефективності будівництва нових кораблів. Згодом його призначили Третім морським лордом і Контролером військово-морського флоту, посада в Адміралтействі відповідального за забезпечення кораблів і устаткування. Він керував розробкою міноносців, озброєних швидкострільними малокаліберними гарматами (за пропозицією Фішера їх почали називати ескадрені міноносці). У 1897 році його призначили командувачем Північноамериканської та Західно-Індійської станції і коли 1898 року Фашодська криза майже призвела до загрози війни з Францією за вплив у Єгипті, Фішер відповів планами здійснити рейд у Французькій Вест-Індії, включаючи в'язницю на острові Диявола, і повернути «сумнозвісного» Альфреда Дрейфуса до Франції, щоб розпалювати смуту у французькій армії. Фішер жорстко стояв на принципах проведення усіх флотських маневрів у повному оснащенні та на повній швидкості, максимально тренуючи флот діяти в умовах реального бою, і очікувати найкращого від своїх екіпажів. Він часто спілкувався з молодшими офіцерами, щоб вони не боялися звертатися до нього з ідеями або не погоджуватися з ним, у разі необхідності.
1899 року Джона Фішера призначили командувати Середземноморських флотом. На відміну від Північноамериканської та Західно-Індійської станції, Середземноморський флот був життєво важливим британським командуванням, яке діяло зі своїх баз в Александрії та Гібралтарі. Через Суецький канал проходив важливий судноплавний шлях між Індією та Британією, і Франція вважала його під загрозою. Франція була стурбована маршрутом з півночі на південь до своїх колоній у Північній Африці. Незважаючи на критику з боку інших офіцерів, Фішер зберіг своїм флагманом Північноамериканської ескадри «Рінаун», а не вибрав більш потужний, але повільніший традиційний лінкор.
На початку червня 1902 року Фішер передав командування Середземноморською ескадрою адміралу серу Комптону Домвілу і повернувся до Великої Британії, щоб зайняти посаду Другого морського лорда, відповідального за персонал Королівського флоту. 10 червня він приступив до своїх обов'язків.
У 1903 році він став головнокомандувачем, Портсмут, з «Вікторі» як його флагманський корабель. Провівши вересень і першу половину жовтня на континенті, 20 жовтня 1904 року Фішер обійняв посаду першого морського лорда. У грудні 1905 року він отримав звання адмірала флоту.
Фішера призначили на вищу посаду в Адміралтействі, покладаючи на нього надію, що він зможе в найлипший спосіб скоротити військово-морські бюджети та реформувати й підготувати флот для сучасної війни. Попри громадське обговорення він безжалісно продав 90 застарілих і невеликих кораблів і залишив ще 64 у резерві, описавши їх як «надто слабкі, щоб битися, і надто повільні, щоб втекти», і «звалище непотрібного мотлоху». Це вивільнило команди та гроші для збільшення кількості великих сучасних кораблів у водах Метрополії. Витрати на утримання військово-морського флоту на 1905 рік було зменшено на 3,5 мільйона фунтів стерлінгів у порівнянні із загальною сумою 36,8 мільйонів фунтів стерлінгів попереднього року, попри ініційовані Фішером нові будівельні програми та значно підвищену ефективність. З 1905 до 1907 року витрати на військово-морські сили впали, а потім знову зросли. До кінця перебування Фішера на посаді Першого морського лорда витрати повернулися до рівня 1904 року.

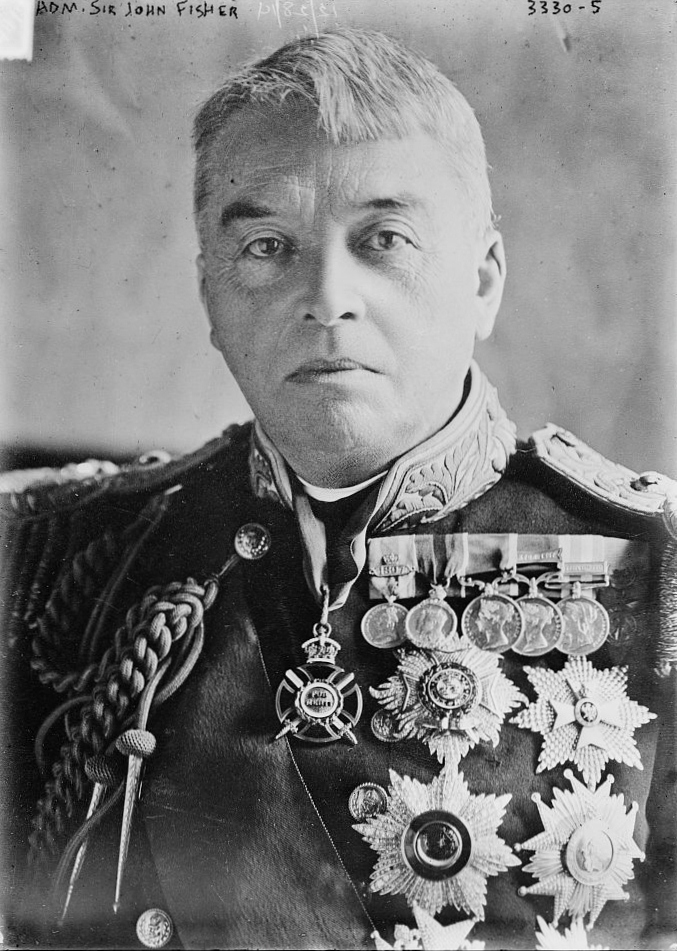
Адмірал флоту Джон Арбетнот Фішер. 1915

Він був рушійною силою розробки швидкісного лінкора, вся корабельна артилерія якого була єдиного великого калібру, та очолював Комітет з проектів, який розробив ескізний проект першого сучасного лінкора «Дредноут». Його комітет також розробив новий тип крейсера в стилі, схожому на «Дредноут», з високою швидкістю руху, досягнутої за рахунок зменшення захисту броні. Це був лінійний крейсер, першим став «Інвінсібл». Фішер також заохочував введення підводних човнів до складу Королівського військово-морського флоту та перехід від флоту, який переважно працює на вугіллі, на флот, що працює на нафтовому паливі.
У 1908 році він передбачив, що війна між Британією та Німеччиною відбудеться в жовтні 1914 року, що пізніше виявилося точним, засновуючи своє твердження на передбачуваному завершенні розширення Кільського каналу, що дозволить Німеччині безпечно перемістити свої великі військові кораблі з Балтики до Північного моря.
7 грудня 1909 року він отримав титул барона Фішера. Він взяв каламбурний девіз «Бійся Бога і не бійся нічого» на своєму гербі як посилання на «Дредноут».
25 січня 1911 року, у свій 70-й день народження адмірал флоту Джон Фішер вийшов на пенсію в Кілверстоун-Хол у Норфолку.
У 1912 році Фішер був призначений головою Королівської комісії з палива та двигунів з метою переведення всього флоту на нафту. Коли в серпні 1914 року почалася Перша світова війна, Фішер став «постійним» відвідувачем Черчилля в Адміралтействі.
У жовтні 1914 року лорда Фішера було відкликано з відставки з повторним призначенням на посаду Першого морського лорда після того, як принц Луї Баттенберг був змушений піти у відставку через його німецьке прізвище. Газета Times повідомила, що Фішер «зараз вступив у кінець свого 74-го року життя, але він ніколи не був молодшим або енергійнішим». 15 травня 1915 року старий адмірал пішов вдругє у відставку через запеклі суперечки з Першим лордом Адміралтейства Вінстоном Черчиллем через Галліполі, що також згодом спричинило відставку і самого Черчилля. Фішер ніколи не відчував повного ентузіазму щодо цієї кампанії і віддавав перевагу десантній атаці на узбережжя німецького Балтійського моря (Балтійський проєкт), навіть маючи малоосадкові лінійні крейсери «Ф'юріос», «Глорієс» і «Корейджес», побудовані для цієї мети. У міру провалу Галліполійської кампанії відносини з Черчиллем ставали дедалі гострішими. Одним з останніх внесків Фішера у будівництво військово-морського флоту був запроектований «Інкомперабл», гігантський лінійний крейсер, який підняв принципи крейсерів типу «Корейджес» ще на один крок вперед; з 20-дюймовими гарматами, але все ще з мінімальною бронею, «Інкомперабл» ніколи не був схвалений для будівництва.
10 липня 1920 року у віці 79 років Фішер помер від раку у Сент-Джеймс-Сквер у Лондоні і його похорони відбулися у Вестмінстерському абатстві.